# Circulation: Heart Failure
Circulation: Heart Failure is een internationaal peer-reviewed wetenschappelijk tijdschrift op het gebied van hartfalen.
Het wordt uitgegeven door Lippincott Williams & Wilkins namens de
American Heart Association. Het is een van de subtijdschriften van Circulation.